# ラッキー・トンプソン
ラッキー・トンプソン（Lucky Thompson、1924年6月16日 - 2005年7月30日）は、アメリカのジャズ・テナー・サクソフォーンおよびソプラノ・サクソフォーン奏者。
1960年代初頭にジョン・コルトレーンがソプラノ・サックスをジャズに持ち込んだと言われるが、それ以前からトンプソンとスティーヴ・レイシーはソプラノを使用していた。

## 生い立ち
サウスカロライナ州コロンビアに生まれ、少年時代にミシガン州デトロイトに引っ越す。
母親が亡くなり、弟たちの面倒を見ながら、楽器を手に入れる前からほうきの柄でサックスの指使いを勉強した。1942年、高校卒業後にアースキン・ホーキンスのバンドへ加入する。

## キャリア
ライオネル・ハンプトンや、ドン・レッドマン、ビリー・エクスタイン（ディジー・ガレスピー、チャーリー・パーカーも在籍）、ラッキー・ミリンダー、カウント・ベイシーの楽団で共に演奏した。
R&Bバンドで鍛え、ケニー・クラーク、マイルス・デイヴィス、ガレスピー、ミルト・ジャクソンとともにビバップ、ハード・バップで地歩を固めた。ベン・ラトリフは、トンプソンが「スウィング時代とビバップの懸け橋になり、アブストラクトなハーモニーの洗練されたアプローチでドン・バイアス、コールマン・ホーキンスから一歩前進し、チャーリー・パーカーの圧倒的な影響力に対抗した」と書いた。
1950年代中期にスタン・ケントンのアルバム『Cuban Fire!』などでサイドマンとして演奏しながら、リーダー作品も残した。パーカーとは1946年のダイアル・レコードにおける二度のセッションで共演し、デイヴィスの1954年の復活作『ウォーキン』でも吹いている。ABC、プレスティッジではリーダー作品を、サヴォイではリーダーのミルト・ジャクソンをサイドマンとして支え録音した。
音楽産業に批判的で、プロモーターやプロデューサー、レコード会社を「寄生虫」「ハゲワシ」と呼んだ。パリへと移住し、1957年から1962年までにいくつかの録音を残した。この時期にソプラノ・サックスを始めている。いったんニューヨークに戻った後、1968年から1970年にかけては、スイス・ローザンヌ地方に居を構えている。アルバム『A Lucky Songbook in Europe』などを録音。1973年から1974年にはダートマス大学で教え、完全に音楽ビジネスから消える。

## 後半生
最期はワシントン州シアトルに暮らした。彼を知る人によると1990年初頭までホームレスとなり、世捨て人として暮らしていたという。2005年7月30日、アシスティッド・リビングにてアルツハイマー病により亡くなった。

## 家族
妻テルマは1963年に亡くなっている。息子のダリル・トンプソンはギタリストになってピーター・トッシュやブラック・ウフルと共演、1980年代後半頃からジャズに進出した。トンプソンには、娘のジェイド・トンプソン＝フレデリックスや、2人の孫もいた。

## ディスコグラフィ

### リーダー・アルバム
- Accent On Tenor Sax (1956年、Urania)
- Lucky Thompson With Gerard Pochonet's Orchestra (1956年、Vogue)
- 『モダン・ジャズ・グループ』 - Modern Jazz Group (1956年、Le Club Français Du Disque)
- Sammy Price Avec Lucky Thompson (1957年、Polydor) ※with サミー・プライス
- Lucky Thompson Plays Jerome Kern and No More (1963年、Moodsville)
- 『ラッキー・ストライクス』 - Lucky Strikes (1964年、Prestige)
- Lucky Thompson Plays Happy Days Are Here Again (1965年、Prestige)
- Lucky Is Back! (Then, So Is Love) (1965年、Rivoli)
- 『ソウルズ・ナイト・アウト』 - Soul's Nite Out (1970年、Ensayo)
- 『グッドバイ・イエスタデイ』 - Goodbye Yesterday (1973年、Groove Merchant)
- 『13日の金曜日〜クック刑務所コンサート』 - Concert: Friday the 13th - Cook County Jail (1973年、Groove Merchant)[9] ※ジミー・マクグリフとのスプリット盤
- 『アイ・オファー・ユー』 - I Offer You (1973年、Groove Merchant)
- Dancing Sunbeam (1975年、ABC Impulse!) ※1956年録音
- Back to the World (1979年、51 West) ※日本盤は『エヴリシング・ハプンズ・トゥ・ミー』 - Everything Happens To Me (1980年、Philips)として再発
- 『ラッキー・トンプソン』 - Lucky Thompson (1980年、Inner City) ※1956年録音
- Lucky Thompson: Sonny Lester Collection (1991年、LRC) ※1972年-1973年録音
- 『ラッキー・トンプソン・ウィズ・マーシャル・ソラール・トリオ・イン・パリ1961』 - Lord, Lord, Am I Ever Gonna Know? (1997年、Candid) ※1961年録音 with マーシャル・ソラール
- Jazz in Paris (1999年、HighNote) ※1959年録音

### 参加アルバム
ルイ・アームストロング
- 『ルイと天使たち』 - Louis and the Angels (1957年、Decca)

ハリー・アーノルド
- 『ハリー・アーノルド・アンド・ヒズ・フレンズ』 - Guest Book (1961年、Metronome)

アート・ブレイキー
- 『ソウル・フィンガー』 - Soul Finger (1965年、Limelight)

ベニー・カーター
- A Man Called Adam (1965年、Reprise)

ケニー・クラーク
- Kenny Clarke Plays Pierre Michelot (1957年、Columbia) ※EP

ジミー・クリーヴランド
- 『ザ・ジミー・クリーヴランド・オールスターズ』 - Introducing Jimmy Cleveland and His All Stars (1955年、EmArcy)

ジョン・ダンクワース
- The Zodiac Variations (1964年、Fontana)

マイルス・デイヴィス
- 『ウォーキン』 - Walkin' (1954年、Prestige)

ディジー・ガレスピー
- 『マンテカ』 - Afro (1954年、Norgran)
- 『ナイト・アンド・デイ』 - Dizzy and Strings (1954年、Norgran)

ミルト・ジャクソン
- 『ミート・ミルト・ジャクソン』 - Meet Milt Jackson (1956年、Savoy)
- 『ローレン・バグス』 - Roll 'Em Bags (1956年、Savoy)
- 『ジャクソンズヴィル』 - Jackson's Ville (1956年、Savoy)
- 『バラッズ&ブルース』 - Ballads & Blues (1956年、Atlantic)
- 『ザ・ジャズ・スカイライン』 - The Jazz Skyline (1956年、Savoy)
- 『プレンティ・プレンティ・ソウル』 - Plenty, Plenty Soul (1957年、Atlantic)

クインシー・ジョーンズ
- 『ウィー・ハド・ア・ボール』 - I/We Had a Ball (1964年、Limelight)

スタン・ケントン
- Cuban Fire! (1956年、Capitol)

ジョン・ルイス
- 『ザ・モダン・ジャズ・ソサエティ・プレゼンツ・ア・コンサート・オブ・コンテンポラリー・ミュージック』 - The Modern Jazz Society Presents a Concert of Contemporary Music (1955年、Norgran)

セロニアス・モンク
- 『ジーニアス・オブ・モダン・ミュージック Vol 2』 - Genius of Modern Music: Volume 2 (1952年、Blue Note)[10]

オスカー・ペティフォード
- 『オスカー・ペティフォード・イン・ハイファイ』 - The Oscar Pettiford Orchestra in Hi-Fi (1956年、ABC-Paramount)
- 『オスカー・ペティフォード・オーケストラ・イン・ハイファイVol.2』 - The Oscar Pettiford Orchestra in Hi-Fi Volume II (1957年、ABC-Paramount)
- 『コンプリート・オスカー・ペティフォード・イン・ハイファイ』 - Deep Passion (1994年、GRP) ※1956年–1957年録音

ラルフ・シャロン
- Around the World in Jazz (1957年、Rama)

マーシャル・ソラール
- Martial Solal et Son Grand Orchestre (1957年、Swing)

ダイナ・ワシントン
- Mellow Mama (1992年、Delmark) ※1945年録音（アポロ・レコード）